# Hippopsicon densepunctatum
Hippopsicon densepunctatum är en skalbaggsart som beskrevs av Stefan von Breuning 1940. Hippopsicon densepunctatum ingår i släktet Hippopsicon och familjen långhorningar. Inga underarter finns listade i Catalogue of Life.